# Hiệp Phú
Hiệp Phú là một phường thuộc thành phố Thủ Đức, Thành phố Hồ Chí Minh, Việt Nam.

## Địa lý
Phường Hiệp Phú nằm ở phía đông thành phố Thủ Đức, có vị trí địa lý:
- Phía đông giáp phường Tăng Nhơn Phú A
- Phía tây giáp phường Bình Thọ
- Phía nam giáp các phường Tăng Nhơn Phú A, Tăng Nhơn Phú B và Phước Long B
- Phía bắc giáp các phường Linh Trung và Tân Phú.

Phường có diện tích 2,25 km², dân số năm 2021 là 26.713 người,  mật độ dân số đạt 11.872 người/km².

## Hành chính
Phường Hiệp Phú được chia thành 6 khu phố và 79 tổ dân phố.

## Lịch sử
Trước đây, Hiệp Phú là một xã thuộc huyện Thủ Đức cũ, được thành lập vào ngày 14 tháng 2 năm 1987 trên cơ sở một phần diện tích và dân số của xã Tăng Nhơn Phú.
Sau khi thành lập, xã Hiệp Phú có 235,7 ha diện tích tự nhiên và 9.442 người.
Ngày 6 tháng 1 năm 1997, Chính phủ ban hành Nghị định số 03-CP. Theo đó:
- Điều chỉnh 55 ha diện tích tự nhiên và 366 người của xã Hiệp Phú về phường Linh Trung thuộc quận Thủ Đức mới thành lập
- Chuyển xã Hiệp Phú về Quận 9 mới thành lập
- Thành lập phường Hiệp Phú trên cơ sở 172 ha diện tích tự nhiên và 13.493 người còn lại của xã Hiệp Phú, 49 ha diện tích tự nhiên và 981 người của xã Tân Phú.

Sau khi thành lập, phường Hiệp Phú có 221 ha diện tích tự nhiên và 14.474 người.
Ngày 9 tháng 12 năm 2020, Ủy ban thường vụ Quốc hội ban hành Nghị quyết 1111/NQ-UBTVQH14 về việc thành lập thành phố Thủ Đức trên cơ sở sáp nhập toàn bộ diện tích và dân số của Quận 2, Quận 9 và quận Thủ Đức, phường Hiệp Phú thuộc thành phố Thủ Đức như hiện nay.